# Expresso Estremadura
O Expresso Estremadura foi um serviço ferroviário da companhia dos Caminhos de Ferro Portugueses, que ligava as localidades de Lisboa, em Portugal, e Badajoz, em Espanha.

## Descrição
Em 1989, este comboio tinha composição formada por uma locomotiva da Série 1400 e várias carruagens metálicas fabricadas pela empresa Sociedades Reunidas de Fabricações Metálicas. Era operado pela companhia dos Caminhos de Ferro Portugueses.